# Trận Ia Đrăng
Trận Ia Đrăng là một trong những trận lớn đầu tiên giữa liên quân Quân lực Việt Nam Cộng hòa-Quân đội Hoa Kỳ và Quân Giải phóng miền Nam Việt Nam trong thời kỳ Chiến tranh Việt Nam.
Trận đánh là một phần trong Chiến dịch Plei Me (từ ngày 19 tháng 10 đến ngày 26 tháng 11 năm 1965) do Bộ Tư lệnh Quân đoàn II thực hiện để đáp trả lại Chiến dịch Plâyme của Bộ Tư lệnh Mặt Trận B3 (từ ngày 19 đến 26 tháng 10 năm 1965). Trận đánh gồm 2 trận đụng độ: trận đụng độ thứ nhất xảy ra trong ba ngày từ 14 tháng 11 tới 16 tháng 11 năm 1965 tại bãi đáp X-Ray ngay chân rặng núi Chu Prông 25 cây số Tây Plei Me; trận đụng độ thứ nhì xảy ra vào ngày 17 tháng 11 tại bãi đáp Albany, nằm gần mạn phía Nam của sông Ia Drang. Tên trận đánh lấy theo tên của Sông Đrăng chảy qua thung lũng phía tây bắc của Plei Me, nơi đó trận đánh diễn ra. "Ia" có nghĩa là "sông" trong tiếng người Thượng.
Tướng Richard Knowles, Tư lệnh tiền phương Sư đoàn 1 Không Kỵ, người chỉ đạo Trận Ia Drăng, tiết lộ là lính không kỵ đổ bộ vào LZ X-ray với chủ đích "chụp hổ đằng đuôi" và rồi di chuyển đến LZ Albany để "chụp hổ đằng đuôi từ một hướng khác".

## Bối cảnh
Tây Nguyên thuộc vùng II chiến thuật của Quân lực Việt Nam Cộng hòa và là mặt trận Tây Nguyên (hay mặt trận B3) với Quân Giải phóng miền Nam Việt Nam. Từ cuối năm 1964, Trung đoàn 2 bộ binh và Tiểu đoàn 409 đặc công của Quân Giải phóng miền Nam Việt Nam đã tiến hành một số trận đánh với 5 tiểu đoàn của Quân lực Việt Nam Cộng hòa (QLVNCH) và giành thắng lợi.
Tháng 10 năm 1964, Lê Duẩn sang Trung Quốc bàn định nâng cấp các lực lượng hành quân vào miền Nam lên tới cấp sư đoàn. Trong buổi họp ngày 05/10/1964, Mao Trạch Đông nói với Phạm Văn Đồng: "Theo đồng chí Lê Duẩn, quý vị có kế hoạch phái một sư đoàn vào Nam. Có lẽ các đồng chí chưa phái sư đoàn đó đi. Khi làm việc này, chọn đúng ngày giờ rất là quan trọng."  Trong chiến dịch Pleime, Quân Giải phóng miền Nam Việt Nam sử dụng tích cực các khí tài, lương thực do Trung Quốc viện trợ, có cả chuyên viên truyền tin tại ngay chiến trường để liên lạc với một bản doanh tình báo do cố vấn quân sự Trung Quốc lập tại Nam Vang: "Các hành lang thiên nhiên mà Tướng Delange đã bao lần nhắc nhở đến vào năm 1951 sẽ không hiệu nghiệm nếu không có xứ chùa Tháp, nếu không có gạo Biển Hồ, nếu không có sự che đậy giả tạo của các cố vấn Trung Quốc được ở đầy đủ tiện nghi quanh thành phố Nam Vang, nếu không có liên lạc hoàn bị điện thoại, điện tín mật thiết giữa Nam Vang và Hà Nội."
Đầu năm 1965, Sư đoàn 304 nhận lệnh chuẩn bị xâm nhập Miền Nam để hỗ trợ QGP: "Đầu năm 1965, Bộ Tổng tham mưu cho gọi tôi và đồng chí Sư đoàn trưởng sư đoàn 304 lên giao nhiệm vụ vào miền Nam chiến đấu." 
Tháng 6 năm 1965, Tổng thống Mỹ Johnson phê duyệt áp dụng chiến lược quân sự tìm và diệt ở miền Nam Việt Nam do Westmoreland vạch ra. Quân đội Hoa Kỳ (QĐHK) sẽ làm lực lượng chủ lực để "bẻ gãy xương sống Việt Cộng". Westmoreland thì xem Tây Nguyên là mối đe dọa trước mắt.
Tháng 8 năm 1965, Sư đoàn 304 nhận lệnh gấp rút chuẩn bị đi tới vùng Cao Nguyên Trung Phần vào tháng 10: "Đầu tháng 8 năm 1965, chỉ huy sư đoàn 304 nhận được lệnh của Bộ Quốc phòng "đưa cả sư đoàn 304 vào chiến trường B… mọi công tác chuẩn bị phải hoàn thành trong hai tháng".
Tháng 9 năm 1965, Bộ chỉ huy quân Mỹ đã điều Sư đoàn Không Kỵ số 1 lên án ngữ ở An Khê (Gia Lai), ngăn chặn QĐNDVN hỗ trợ QGP, cắt Tây Nguyên cùng với đồng bằng ven biển. Quân VNCH thành lập biệt khu 24 gồm 2 tỉnh Kon Tum - Gia Lai và chuyển giao nhiệm vụ tác chiến chủ yếu ở Tây Nguyên cho quân Mỹ để thực hiện kế hoạch "tìm và diệt" trong chiến lược Chiến tranh cục bộ.
Trong bối cảnh đó, Bộ tư lệnh Mặt trận Tây Nguyên quyết định thay đổi chủ trương, hạ quyết tâm mở chiến dịch Plei Me nhằm mục đích phối hợp với chiến trường toàn miền Nam tiêu diệt một bộ phận quân Mỹ để mở rộng và củng cố vùng giải phóng, xây dựng căn cứ, rèn luyện bộ đội và cơ quan chiến dịch. Qua chiến đấu từng bước tìm hiểu quân Mỹ, đồng thời xây dựng lòng tin đánh Mỹ và thắng Mỹ. Thiếu tướng Chu Huy Mân được chỉ định là Tư lệnh kiêm Chính ủy chiến dịch, Đại tá Nguyễn Chánh và Thượng tá Nguyễn Hữu An làm phó tư lệnh. Huỳnh Đắc Hương giữ chức phó chính ủy, Thượng tá Nam Hà là tham mưu trưởng, Thượng tá Đặng Vũ Hiệp làm Phó chủ nhiệm chính trị. Tài liệu phía QLVNCH ghi các cấp chỉ của Mặt Trận B3 khi xảy ra trận chiến Plei Me là: Tướng Chu Huy Mân kiêm luôn chức Tư lệnh Vùng IV Quân sự, và các cộng sự viên chính Đại tá Quan, Phụ Tá cho Tư lệnh, và Thượng tá Hà Vi Tùng, Tham mưu Trưởng.
Để tiến hành chiến dịch, Quân Giải phóng miền Nam Việt Nam cử 3 trung đoàn bộ binh (320, 33, 66), 1 tiểu đoàn đặc công, 1 tiểu đoàn pháo binh, 1 tiểu đoàn súng máy phòng không 12,7mm; cùng lực lượng vũ trang địa phương đánh phá giao thông và hậu cứ địch.
Về sử dụng lực lượng: vây đồn Plei Me do Trung đoàn 33 (thiếu Tiểu đoàn 2), được tăng cường 1 đại đội súng máy phòng không 12,7mm. Bộ phận đánh viện trên Đường 21 là Trung đoàn 320. Trung đoàn 66 và Tiểu đoàn 2 đảm nhiệm đánh địch phản kích. Nghi binh ở Đức Cơ do Tiểu đoàn pháo 200. Nghi binh ở Tân Lạc là đại đội địa phương. Hoạt động ở hướng phối hợp là Tiểu đoàn 15 Gia Rai.
Về kế hoạch tác chiến nguyên thủy, dự kiến chiến dịch chia làm 3 đợt: 
- Đợt 1, Trung đoàn 33 sẽ vây lấn Pleime và khiêu chiến quân trú phòng, tạo đủ áp lực để buộc Quân đoàn II phải phái lực lượng phản kích.
- Đợt 2, Trung đoàn 320 sẽ phục kích và tiêu diệt đoàn quân tiếp cứu.
- Đợt 3, cả hai Trung đoàn sẽ hiệp lực chiếm cứ và phá hủy Trại.

Kế hoạch dự tính khởi đầu vào tháng 12 năm 1965. Trung đoàn 320 đã hoạt động tại vùng Cao nguyên từ đầu năm; Trung đoàn 33 mới xâm nhập vào tháng 9; Trung đoàn 66 cuối tháng 10 mới sẵn sàng xuất trại lên ̣đường xâm nhập vào Nam, dự tính phải mất hai tháng mới tới chiến trường Cao Nguyên.
Tuy nhiên, khi thấy QĐHK thiết lập bản doanh Sư đoàn 1 Không Kỵ tại An Khê vào tháng 8, Bộ Tư Lệ̣nh Mặt trận B3 lấy quyết định khởi động chiến dịch sớm hơn vào ngày 19 tháng 10 năm 1965 với hai Trung đoàn 320 và 33 mặc dù Trung đoàn 66 chưa có mặt, lợi dụng thời cơ khi lính không kỵ Mỹ chưa sẵn sàng chiến đấu.
Lâu sau này - khoảng năm 2000 - các giới chức quân sự và sử gia QGP chỉnh sửa kế hoạch dự kiến thành ba đợt là chủ yếu đánh quân VNCH để dụ và tiêu diệt quân Mỹ tại Plei Me và rồi Ia Drăng:
- Đợt 1, vây đồn Plei Me, diệt quân VNCH đi ứng viện;
- Đợt 2, tiếp tục vây đồn Plei Me buộc quân Mỹ vào tham chiến;
- Đợt 3, tập trung lực lượng nhằm vào một cánh quân Mỹ để tiêu diệt và kết thúc chiến dịch.

Trung đoàn 33 được lệnh tới chiếm trại Plei Me. Plei Me có vị trí quan trọng sát với đường số 19B nối Đức Cơ với thị xã Pleiku và đường 14 nối Phú Nhơn với Buôn Mê Thuột. Phát hiện ra đối phương cơ động, QLVNCH quyết định cho quân chi viện tới Plei Me. Ngày 23 tháng 10 (12 giờ), Chiến đoàn 3 thiết giáp từ Phú Mỹ hành quân lên Plei Me, gồm 3 chi đoàn M-113 và xe tăng; Tiểu đoàn 21 Biệt động quân, Tiểu đoàn 1 Trung đoàn 42 và 2 khẩu pháo 105mm.
Lúc 16 giờ 30 phút, đầu đội hình lọt vào giữa trận địa phục kích của Quân Giải phóng miền Nam Việt Nam. Các Tiểu đoàn 634 và 635 xung phong đánh vào giữa đội hình. Đến 18g, trận đánh kết thúc, Quân Giải phóng miền Nam Việt Nam ghi nhận diệt 59 xe tăng, xe bọc thép và 800 quân VNCH, thu 2 pháo 105mm và 6 xe đạn, 40 súng các loại, bắn rơi 2 máy bay.
Ngày 25 tháng 10, sau hai lần vượt qua ổ phục kích, đoàn quân chi viện cũng tiến được vào trại Plei Me. Sau khi quân chi viện vào trại, hai Trung đoàn 320 và 33 được lệnh tháo lui. Trung đoàn 33 rút từ Plei Me về khu vực thung lũng Ia Đrăng, cách 10 km về phía Tây để phòng thủ.
Còn QĐHK bắt đầu cuộc hành quân Long Reach (Trường Chinh) dùng máy bay oanh tạc khu vực và chuẩn bị tìm và diệt địch. Hành quân Long Reach được QĐHK khai triển qua ba cuộc hành quân: All the Way (Lữ đoàn 1 Không kỵ, 27/10-9/11/1965), Silver Bayonet I (Lữ đoàn 3 Không kỵ, 9/11-17/11/1965) và Silver Bayonet II (Lữ đoàn 2 Không kỵ, 18/11-26/11/1965).
Trước tình hình đó, Bộ tư lệnh Mặt trận B3 nhận định:
| “ | Ta đã diệt được một phận quan trọng quân cơ động của ngụy buộc quân Mỹ phải vào tham chiến. Nhiệm vụ bao vây của Plei Me đã hoàn thành. Chủ trương của ta mở bao vây, điều chỉnh lại đội hình. Sử dụng 2 Trung đoàn 320 và 33 sẵn sàng đánh bại các đợt phản kích tiếp theo của địch. | ” |

Ngày 29 tháng 10, Quân Giải phóng miền Nam Việt Nam chủ động kết thúc đợt 1 chiến dịch, chuyển sang gia đoạn tiếp theo là tập trung lực lượng nhằm tiến công trại Plei Me lần thức hai.
Ngày 10 tháng 11, Lữ đoàn 3 Không kỵ thay thế Lữ đoàn 1 Không kỵ đồng thời nhận được lệnh thực hiện một thế nghi binh bằng các chuyển hướng hành quân sang đôngt nhằm khuyến dụ Bộ Tư lệnh Mặt Trận B3 qui tụ ba trung đoàn vào các vùng tập trung, để chuẩn bị tấn công trại Plêim lần thứ hai ấn định vào ngày 16 tháng 11.
Ngày 11 tháng 11, vị trí đóng quân của ba trung đoàn Quân Giải phóng miền Nam Việt Nam theo tin tình báo của Hoa Kỳ là: 320 tại YA820070, 33 tại YA 940011, và 66 tại YA9104.
Ngày 12 tháng 11, Lữ đoàn 3 Không kỵ nhận được lệnh tiến công vào chân rặng núi Chu Prông. Ngày 13 tháng 11, Đại tá Brown gặp Trung tá Moore và ra lệnh chuẩn bị đổ bộ xuống bãi đáp X-Ray sáng ngày hôm sau.

## Diễn biến
Một tiểu đoàn không kỵ của Quân đội Hoa Kỳ đổ bộ xuống bờ nam sông Ia Đrăng. Một tiểu đoàn khác đổ bộ xuống cứ điểm 732. Một lữ đoàn không kỵ trấn giữ dọc đường 19B. Ngày 11 tháng 11, một tiểu đoàn quân Mỹ tiếp tục đổ xuống Plei Ngo, cách Plei Me 12 km về phía tây.
Ngày 14 tháng 11 năm 1965, tiểu đoàn 1/7 không kỵ Mỹ đổ bộ xuống bãi đáp X-Ray.
Bộ chỉ huy trận Ia Đrăng đến đóng ở chân núi phía Nam Chư Prông. Lực lượng của họ bao gồm trung đoàn 66 và tiểu đoàn 1 Trung đoàn 33, dưới sự chỉ huy của Nguyễn Hữu An (chỉ huy trưởng) và Đặng Vũ Hiệp (chính ủy), phối hợp với tiểu đoàn H15 Quân Giải phóng miền Nam đánh nghi binh ở đường 13 (tuy nhiên tài liệu phương Tây lại cho rằng tiểu đoàn H15 cũng tham gia trận đánh). Đối mặt với họ là 3 tiểu đoàn của Quân đội Hoa Kỳ: 1/7 (do trung tá Harold Moore chỉ huy), 2/7 thuộc Lữ đoàn 3 Không kỵ và 2/5 thuộc Lữ đoàn 2 Không kỵ, tổng cộng khoảng hơn 1.000 quân. Cùng thời gian này, Mỹ huy động 1 tiểu đoàn pháo binh lập 2 trận địa pháo (12 khẩu 105mm) ở tây nam Quênh Kla 2 km và đông nam Ia Đrăng 3 km để chi viện cho Lữ đoàn 3.
Như vậy, xét về quân số tác chiến đơn thuần, Quân Giải phóng miền Nam Việt Nam có ưu thế hơn (1.500 quân so với 1.000 quân). Tuy nhiên quân Mỹ được trang bị hỏa lực rất hùng hậu, trung bình 1 lính Mỹ tại chiến tuyến được 5 lính khác ở tuyến sau hỗ trợ phi pháo, ném bom, tải thương. Trong trận đánh, pháo binh Mỹ bắn 6000 loạt/ ngày, không quân xuất kích 300 phi vụ/ngày (có cả máy bay B-52), từ đó cho phép ước lượng pháo binh Mỹ tham chiến ít nhất 1 tiểu đoàn, không quân Mỹ tham chiến ít nhất 3 tiểu đoàn (chưa kể hàng trăm lượt trực thăng chuyển quân). Như vậy nếu tính cả lực lượng hỗ trợ tuyến sau thì quân Mỹ lại có ưu thế hơn hẳn.

### Trận đánh mở màn
Ngày 14 tháng 11, Tiểu đoàn 1/7 Không kỵ đổ bộ xuống bãi đáp X-ray vị trí cách Tiểu đoàn 9 (Trung đoàn 66) khoảng 200, với chủ đích "chộp hổ đằng đuôi". Cùng ngày, nhưng ở vị trí khác QĐHK cho đổ bộ hai tiểu đoàn (thiếu một đại đội) cùng một đại đội pháo. Một đơn vị pháo khác tham gia trấn giữ đường 19B. Cuộc đổ bộ này khiến cho Mặt Trận B3 đình chỉ tấn công trại Pleime lần thứ hai và tung hai tiểu đoàn 7 và 9 xử lý với tiểu đoàn Mỹ, trong khi các lực lượng của hai Trung đoàn 32 và 33 án động tại các địa điểm tập trung.
Sau khi hoàn thành trận địa, QĐHK tập trung pháo binh và máy bay trực thăng bắn phá khu vực Bãi X-ray. 10 giờ 48 phút, quân Mỹ dùng 8 trực thăng đổ bộ bộ phận đi đầu (Đại đội Bravo gọi tắt là Đại đội B) do Đại úy John Herren của Tiểu đoàn 1 (109 lính trong đó có tiểu đoàn trưởng trung tá chỉ huy Moore) xuống Bãi X-ray. 35 phút sau, Mỹ tiếp tục đổ đại đội Alpha (gọi tắt là đại đội A) quân số 106 lính do đại úy Tony Nadal chỉ huy. Sau khi nắm được đại đội A, Tiểu đoàn trưởng Moore cho quân chia làm 2 mũi tiến công vào Tiểu đoàn 9 của Trung đoàn 66
Tiểu đoàn 9 bị bất ngờ, tiểu đoàn trưởng đang đi gặp trung đoàn trưởng để nhận nhiệm vụ. Tham mưu trưởng tiểu đoàn cũng đang đi chuẩn bị chiến trường ở Ban Mê Thuột, chính trị viên phó cũng đang ở sở chỉ huy trung đoàn, chính trị viên trưởng đang ở chỗ Đại đội 12. Chỉ huy cao nhất lúc bấy giờ có một trợ lý tác huấn tiểu đoàn. Tuy bị bất ngờ nhưng binh sĩ Quân Giải phóng miền Nam Việt Nam không hoảng loạn và tự tổ chức chiến đấu. Các Đại đội 13, 11 và 12 nghe tiếng súng đã chủ động cơ động đánh vào bên sườn quân địch. Đại đội B của Mỹ bị đánh mạnh ở hai bên sườn.
Đến khoảng 11 giờ, tiểu đoàn trưởng chạy về đến chỗ Đại đội 11 nắm được Đại đội 11 và một bộ phận của Đại đội 12, một khẩu súng cối tiếp tục tổ chức đánh vào quân Mỹ. Trước các đợt phản kích liên tiếp của Quân Giải phóng miền Nam Việt Nam, cả hai mũi xung phong của Mỹ đều bị bẽ gãy, phải lui về cụm lại cách Tiểu đoàn 9 hơn 1 km về phía Đông để chống lại. Một trung đội Mỹ bị vây chặt ở ven Bãi đáp X-ray, Trung đội trưởng Henry Herrick bị giết tại trận. Các nỗ lực giải vây bước đầu không thành. Đến khoảng 13 giờ 30 phút, lực lượng quân Mỹ tại Bãi X-ray được tăng cường Đại đội Charlie (gọi tắt là Đại đội C) do Đại úy Bob Edwards chỉ huy nhằm tăng cường khả năng phòng ngự trước các đợt tập kích của Quân Giải phóng miền Nam Việt Nam.
Chuẩn tướng Knowles, Tư lệnh Sư đoàn 1 Không kỵ Tiền phương, báo cáo Tướng Kinnard, Tư lệnh Sư đoàn 1 Không kỵ Mỹ là tiểu đoàn 1/7 không kỵ đụng độ với đối phương, đồng thời xin thêm một tiểu đoàn - 2/5 đến tiếp ứng để ương đầu với hai tiểu đoàn 7 và 9.
17 giờ, Mỹ gọi phi pháo đánh liên tục vào đội hình Quân Giải phóng miền Nam Việt Nam, các đại đội tự động rút khỏi vị trí (đại đội 11, 12, 15 rút về phía tây bắc suối Khôn Chưa, đại đội 13 rút về hướng Tiểu đoàn 7). Kết quả tiểu đoàn 9 đã đánh bại cuộc tập kích của Mỹ, Quân Giải phóng miền Nam Việt Nam ghi nhận họ đã diệt khoảng 150 lính Mỹ, bắn rơi một máy bay chiến đấu.
Cũng vào lúc 17 giờ, đại tá Brown ra lệnh cho tiểu đoàn 2/5 không kỵ trực thăng vận đến Bãi đáp Victor, cách Bãi đáp X-Ray 5 cây số, để sẵn sàng tiếp ứng cho tiểu đoàn 1/7 không kỵ sáng hôm sau.
Lúc 19 giờ, Tướng Kinnard bàn thảo với Tướng Larsen, Tư lệnh First Field Force, sử dụng phóng pháo cơ B-52 oanh tập vùng tiếp cận Bãi đáp X-Ray. Ông được thông báo là Tướng DePuy, trưởng phòng 3 MACV đã phối trí với Tướng Vĩnh Lộc, Tư lệnh Quân đoàn II, đã dự tính dùng B-52 oanh tập vào lúc 16 giờ chiều hôm sau.

### Các trận tập kích vào bãi đáp X-Ray
Sau khi bị tiểu đoàn 9-QGP đẩy lùi, quân Mỹ cụm lại thành hình vòng quanh Bãi đáp X-Ray, ban đêm dùng máy bay thả đèn dù, dùng pháo binh bắn chặn xung quanh đề phòng tập kích.
Ngày 15 tháng 11, lúc 5 giờ 30 phút, tiểu đoàn 7 thuộc trung đoàn 66 QGP bất ngờ tấn công tiểu đoàn 1/7 Không kỵ QĐHK, lực lượng sử dụng gồm Đại đội 1 và 2 có hai khẩu súng cối 82 mm của Đại đội 15. Tiểu đoàn triển khai cách địch khoảng 150 m, dùng hai khẩu cối 82 mm bắn 14 quả sau đó lệnh cho Đại đội 1 và 2 xung phong. Bộ đội tiểu đoàn 7 Quân Giải phóng miền Nam Việt Namdùng 1 trung đội đột kích với 3 khẩu B-40, 6 RPD, 3 thượng liên, 13 AK vào diệt điện đài và đánh giáp lá cà với quân Mỹ. Sau vài phút rối loạn, quân Mỹ đã đánh trả ác liệt. Phía Mỹ có máy bay trợ chiến bằng bom và tên lửa. Máy bay Mỹ đến thả bom napalm xuống trận địa lúc này đang lẫn lộn cả quân của hai phía. QĐHK thương vong thêm 24 lính chết và 20 bị thương.
Sau trận tập kích, tiểu đoàn 7 rời khỏi trận địa. Trước khi rút, tiểu đoàn lệnh đại đội 1 để lại một trung đội và hai khẩu súng cối để phục kích nếu trực thăng Mỹ xuống lấy xác thì đánh. Trên đường rút, bị máy bay và pháo binh đánh chặn, các đại đội của tiểu đoàn 7 dùng súng bắn rơi tại chỗ 4 chiếc trực thăng.
Lúc 9 giờ 30, đại tá Brown, Lữ đoàn trưởng Lữ đoàn 3 Không kỵ, đáp xuống bãi đáp X-Ray để thu xếp chuẩn bị rút tiểu đoàn 1/7 Không kỵ. Việc tấn công bãi X-ray đã khiến cho QGP buộc phải tạm hoãn đánh cứ điểm Plei-me. Tuy nhiên, sau khi sắp xếp lại lực lượng, Plei-me vẫn bị QGP tấn công.
Khoảng 12 giờ trưa, tiểu đoàn 2/5 không kỵ tiến vào trận địa, sau khi được trực thăng vận tới bãi đáp Victor, cách X-Ray khoảng 5 cây số, lúc 8 giờ sáng và âm thầm lội bộ tới bãi đáp X-Ray để giải cứu trung đội bị cô lập. Đến khoảng 3 giờ chiều thì trung đội này được giải vây. Phía Quân Giải phóng miền Nam Việt Nam không hay biết là tương quan lực lượng đã thay đổi từ 2:2 lên 3:2.
Đúng 4 giờ chiều, bom B-52 trải thảm đợt đầu xuống địa điểm YA8702 (khoảng 7 cây số tây LZ X-Ray) và liên tiếp trong 5 ngày kế tiếp, tại YA8607, YA9007, YA8600 và YA9000 cùng ngày; tại YA8305, YA8505 và YA8400 ngày 16/11; tại YA9201, YA9401 (bãi đáp X-Ray) YA9208 và YA9408 ngày 17/11; tại YA9301, YA8900 và YA8901 ngày 18/11; tại YA9009, YA9209, YA9006 và YA9206 ngày 19/11; tại YA8306, YA8506, YA8303 và YA8503 ngày 20/11.
Lúc 4 giờ 30 chiều, chuẩn tướng Knowles, Tư lệnh tiền phương Sư đoàn 1 Không kỵ, đáp xuống bãi đáp X-Ray và thông báo sẽ cho Tiểu đoàn 1/7 Không kỵ rút ra khỏi bãi vào ngày hôm sau.
Khoảng 5 giờ chiều, thiết đội 1/9 không kỵ tiến vào vùng B-52 oanh tập để thẩm định kết quả của cuộc oanh tập.
Khoảng 6 giờ chiều, Tướng Kinnard yêu cần thêm một cuộc oanh tạp B-52 và được cho biết là Tướng Vĩnh Lộc cũng yêu cầu tương tự cho cùng các địa điểm oanh tập.
Suốt ngày 15, Mỹ cho nhiều lần máy bay hạ cánh xuống lấy xác lính Mỹ nhưng đều bị súng cối bắn nên không dám đỗ xuống. 17 giờ 30 phút ngày 15 tháng 11, Mỹ đổ hai đại đội xuống để chiếm lại trận địa và thu dọn xác chết, bị súng cối bắn cháy thêm hai chiếc trực thăng.
Trận tập kích lần thứ hai của tiểu đoàn 7 diễn ra đêm 15 rạng ngày 16 tháng 11. Tiểu đoàn 7 còn Đại đội 3 và hai khẩu súng cối 82mm chưa tham gia chiến đấu. Căn cứ vào tình hình quân Mỹ cụm lại, cấp trên quyết định dùng lực lượng này và tăng cường thêm Trung đội 1 của Đại đội 1 (đánh bám địch) và hai khẩu súng cối 82 mm tổ chức trận tập kích ngay trong đêm 15. Tuy nhiên lần này quân Mỹ đã tổ chức bố phòng vững chắc hơn nhiều so với đêm trước và liên tục gọi pháo binh bắn phá dữ dội để yểm trợ nên Quân Giải phóng miền Nam Việt Nam phải nhanh chóng chấm dứt tập kích sau khi chỉ khiến 6 lính Mỹ bị thương.
Phía Mỹ-VNCH cho rằng tại chiến trường bãi đáp X-Ray, phía Quân Giải phóng miền Nam Việt Nam không còn súng cao xạ và pháo kích nên phải sử dụng đến chiến thuật "biển người". Tuy nhiên, trên thực tế Quân Giải phóng miền Nam Việt Nam không hề sử dụng chiến thuật "biển người". Do việc chiếm lĩnh trận địa trước nên một ổ phục kích có thể tiêu diệt nhiều đám quân Mỹ khác nhau, đồng thời các ổ phục kích cũng có thể hỗ trợ nhau. Mặc dù quân số của Mỹ-VNCH đông hơn nhưng nếu xét về tỷ lệ QGP-Mỹ ở từng cứ điểm thì QGP lại đông hơn do họ đã xé lẻ lực lượng đổ bộ của Mỹ-VNCH. Điều này khiến Mỹ-VNCH lầm tưởng QGP dùng chiến thuật biển người.
Sáng ngày 16 tháng 11, Moore nhận được lệnh cho rút tiểu đoàn 1/7 không kỵ bằng trực thăng vận, để lại hai tiểu đoàn 2/7 và 2/5 phòng thủ bãi đáp. Chủ ý là khiến cho phía Quân Giải phóng miền Nam Việt Nam vững tâm vì tương quan lực lượng vẫn là 2:2.
Lúc 8 giờ 25 tối, Tướng DePuy chuẩn bị xong kế hoạch oanh tập B-52 vào trưa ngày hômg sau. Đại tá Brown, Lữ đoàn trưởng Lữ đoàn 1 không kỵ cam đoan là các toán không kỵ có đủ thì giờ tránh ra xa khoảng cách an toàn 3 cây số.
Giai đoạn đầu của trận Ia Đrăng chấm dứt với kết quả là 79 lính Mĩ chết và 121 bị thương. Con số này khá khớp với ước tính của Quân Giải phóng miền Nam Việt Nam rằng họ đã diệt hơn 250 quân địch. Tuy nhiên thương vong của phía Việt Nam thì khá mâu thuẫn. Moore báo cáo quân Mĩ "đếm" được 634 lính Việt Nam chết chưa kể số bị thương (ban đầu ông còn ước tính lên tới 834 nhưng sau đó hạ xuống do thấy vô lý). Còn theo chiến sử Trung đoàn 66 ghi nhận họ có 55 người hy sinh và khoảng 100 bị thương (chiếm 30% quân số của Tiểu đoàn 7).

### Trận đánh ngày 17 tháng 11 (trận Albany)
Do bị Quân Giải phóng miền Nam Việt Nam đánh liên tục từ khi mới đặt chân xuống đất nên lực lượng Mỹ đã bị thiệt hại nặng nề, để tránh khu vực Quân Giải phóng miền Nam Việt Nam đang uy hiếp và rút lui an toàn, QĐHK trong khu vực còn lại khoảng 400 lính đã rời chỗ cũ sang bãi trống ở ngã ba Làng Tung và Làng Sinh.
Tiểu đoàn 8 Quân Giải phóng còn sung sức nhanh chóng cơ động xuống nhận nhiệm vụ mới mà trung đoàn giao (trên đường đi sẵn sàng chiến đấu vì có thể gặp địch). Tiểu đoàn 8 nhận được lệnh, chiều ngày 16 đã cho bộ đội hành quân ngay về vị trí sở chỉ huy trung đoàn. Tiểu đoàn 1 (sau này là Trung đoàn 33 QGP) hành quân đến trợ chiến nhưng lạc đường. Lực lượng tiểu đoàn 8 có ba đại đội bộ binh và một đại đội trợ chiến (đại đội 10) ngoài ra còn được tăng cường một đại đội 12,7 mm (6 khẩu, đạn đầy đủ). Đội hình hành quân theo đội hình chiến dấu tao ngộ sắn sàng chiến đấu cao, đặc biệt khi đi đến ngã ba đường Làng Tung và làng Sinh. Đội hình của Quân Giải phóng xuất phát từ ngày 16/11, đến 5h sáng ngày 17/11 thì tổ chức tấn công. Giai đoạn thứ hai của trận Ia Đrăng bắt đầu.
Sáng ngày 17 tháng 11, hai tiểu đoàn không kỵ của QĐHK được lệnh rút ra khỏi bãi đáp, tiểu đoàn 2/5 tiến về hướng bắc tới bãi đáp Columbus, còn tiểu đoàn 2/7 tiến về hướng tây bắc tới bãi đáp Albany, với chủ đích "chộp hổ đằng đuôi từ một hướng khác". Khi hai tiểu đoàn này lội bộ ra khỏi bãi đáp khoảng 3 cây số, thình lình B-52 trải thảm bom ngay xuống bãi đáp X-Ray và vùng lân cận. Lúc 15 giờ trưa, B-52 oanh tập quang vùng Bãi đáp Albany. Tiếp sau đó một đơn vị không kỵ tiến vào vùng để thẩm định kết quả của cuộc oanh tập. Khi tiến gần tới bãi đáp Albany tiểu đoàn 2/7 phát hiện ra vị trí của Tiểu đoàn 8 ở bờ sông Ia Đrăng và tổ chức tấn công lúc đơn vị này đang nghỉ trưa. Nhưng chính họ lại bị đặc công Quân Giải phóng miền Nam Việt Nam phục kích.
Theo tài liệu của Quân Giải phóng, khoảng 12 giờ, Đại đội 8 đi đầu đã đến ngã ba không thấy địch, Đại đội 6 đến suối cầu gặp đại đội 1 tiểu đoàn 1, lực lượng ở dây cho biết phía trước có hai trung đội địch đang tiến về hướng Quân Giải phóng, tiểu đoàn trưởng tiểu đoàn 8 Lê Xuân Phôi cho tất cả dừng lại triển khai đội hình chuẩn bị chiến đấu, đồng thời cho liên lạc báo cho đại đội 8 biết tình hình. Tiểu đoàn tổ chức thành hai thê đội: Thê đội 1 gồm đại đội 6 (thiếu trung đội 3) và Thê đội 2 gồm đại đội 7 và trung đội 3 đại đội 6. Trong vài phút, đại đội 6 đã bí mật triển khai xong thì phát hiện lính Mỹ đang đi về hướng QGP. Khi lính Mỹ vào gần cách QGP khoảng 200m, lính Mỹ đột ngột nổ súng, đại đội trưởng đại đội 6 thấy địch còn ở xa nên không cho đại đội nổ súng đợi đối phương vào gần hơn. Khi còn cách 40 đến 50 mét đại đội trưởng lệnh cho đại liên bắn, trung đội 1 và 2 cũng bắn mạnh vào đội hình lính Mỹ và xung phong. Chỉ trong khoảng 5 phút hai trung đội Mỹ đã bị tiêu diệt hoàn toàn. 12 giờ 7 phút, đội hình chính của lính Mỹ tới cách lực lượng QGP khoảng 300m, lính Mỹ hốt hoảng bắn vào đội hình của QGP. Lực lượng Mỹ đông, nhưng đại đội 6 chiếm địa hình có lợi nên nắm được thế chủ động, đại đội 8 khi nghe tiếng súng cũng cho bộ đội quay lại đánh vào bên sườn quân Mỹ. Tiểu đoàn trưởng Lê Xuân Phôi chỉ huy đơn vị tiến công vào giữa đội hình quân Mỹ, làm đối phương bị rối loạn và bị cắt rời. Cùng lúc đó tiểu đoàn phó tên Luân của tiểu đoàn 1 trung đoàn 33 đang chỉ huy bộ đội lùng lính Mỹ ở hướng khác nghe súng nổ liền dẫn đơn vị đến phối hợp. Đội hình của lính Mỹ bị các lực lượng QGP khép vòng vây giữa thung lũng Iađrăng. Ở trên không, máy bay lên thẳng, máy bay phản lực quần lượn nhưng không có cách nào cứu nguy được cho đồng lính Mỹ phía dưới vì lực lượng Quân Giải phóng áp sát, đánh gần. Trận đánh đang tiếp diễn thì tiểu đoàn trưởng Lê Xuân Phôi hy sinh, chính trị viên phó tiểu đoàn cũng bị thương nặng phải đưa ra khỏi trận địa. Tiểu đoàn phó tiểu đoàn 1 trung đoàn 33 chỉ huy luôn cả hai đơn vị.
Theo tài liệu của phía Hoa Kỳ, Tiểu đoàn 8 dùng súng máy tấn công cùng bộ đội tiến công bên sườn đội hình đối phương đang tấn công đến gần rồi đột ngột đổi hướng tiến thẳng vào đối phương và triển khai chiến thuật chia cắt và đánh mặt đối mặt với QĐHK. Chiến thuật này khiến các vũ khí hạng nặng của QĐHK không triển khai được và quân của họ không được yểm trợ đầy đủ như mọi khi. Đồng thời các đơn vị của họ bị chia cắt nên lúng túng và không xác định rõ mục tiêu, nhiều khi bắn vào nhóm khác của quân mình. Trong khi đó, Quân Giải phóng miền Nam Việt Nam chiếm được các vị trí cao hơn và dễ dàng phát hỏa vào đội hình của đối phương đang di chuyển. Hậu quả là QĐHK thiệt hại nặng nề. Đại đội A của Tiểu đoàn 2 QĐHK bị chia cắt trong một khu vực trống trải bị mất 50 binh sĩ ngay trong những phút đầu tiên. Trong khi Đại đội C mất 20 người trong những phút đầu. Mọi việc trở nên tồi tệ hơn đối với QĐHK khi Tiểu đoàn 1 của Trung đoàn 33 Quân Giải phóng miền Nam Việt Nam cuối cùng cũng đến nơi và tấn công đối phương từ sau lưng. Trước tình hình trên, phía Mỹ phải điều Tiểu đoàn 2/5 tới Bãi Albany để chi viện và yểm trợ cho Tiểu đoàn 2/7 thu dọn xác chết và sơ tán thương vong.
Đến 8 giờ tối ngày 18 tháng 11, trận chiến ở thung lũng Ia Đrăng kết thúc với việc các đơn vị QĐHK rút lui khỏi Bãi đáp Albany. Trận đánh thứ 2 này thực sự là một thảm họa với quân Mỹ: 155 lính bị giết và 121 bị thương, tức hơn 2/3 lực lượng; riêng Đại đội C chịu tổn thất lớn nhất với con số thương vong lên tới 95 người. Đây là thương vong cao nhất trong 1 ngày mà Mỹ phải chịu ở Việt Nam tính đến khi đó. Quân Mỹ tuy vậy vẫn báo cáo giết 403 lính đối phương, nhưng thực tế con số này là không có cơ sở, vì thực tế quân Mỹ trong trận này gần như bị xóa sổ và mất trận địa, không có cách nào để có thể "đếm" được thương vong của đối phương.
Trong ngày 18 tháng 11, vào buổi sáng, Tướng Westmoreland và Tướng Cao Văn Viên, Tổng tham mưu trưởng VNCH, từ Sài G̀òn bay lên Pleiku gặp trung tá Moore và thăm tiểu đoàn 1/7 không kỵ tại trại Hollaway, đồng thời tới bản doanh lữ đoàn 3 không kỵ. Tại đây, hai ông nghe đại tá Brown thuyết trình về trận Ia Drăng và bay trực thăng quan sát chiến trường. Vào buổi chiều hai ông tới thăm các thương bệnh binh tham dự trận Bãi đáp Albany được chữa trị tại bệnh viện ở Qui Nhơn.
Trong Hồi ký, tướng Đặng Vũ Hiệp viết:
| “ | ...Chúng tôi đi kiểm tra trận địa sau khi ta làm chủ chiến trường, địa hình hàng chục ki-lô mét vuông bị đảo lộn, cây gãy đổ ngổn ngang, không còn đường còn lối. Địch chết thành đống, có chỗ năm, ba tên; xen lẫn vào đó là xác chiến sĩ ta. Nhiều đồng chí nằm đè lên xác lính Mĩ, lưỡi lê còn cắm vào ngực tên địch. Có đồng chí hy sinh tay vẫn nắm chặt quả lựu đạn bên sườn. Có tổ ba chiến sĩ hy sinh mà phía trước và phía sau các anh có hàng chục xác Mĩ. Có đồng chí hy sinh trên vai còn vác thi thể đồng đội. Nhìn vào trạng thái địch ta như trên không những thấy rõ được tính chất quyết liệt một cách cụ thể, đồng thời thấy được sự hy sinh dũng cảm tuyệt vời của cán bộ, chiến sĩ ta. Về mặt chiến thuật càng thấy rõ nét hoạt động của tổ ba, thậm chí của những bộ phận một, hai đồng chí có rất nhiều tác dụng trong việc đột nhập sâu vào đội hình trung tâm của địch. | ” |

Theo tài liệu của Việt Nam Cộng hòa, ở hướng phối hợp tại Đức Cơ, Tiểu đoàn 2/5 (Lữ đoàn 2 Không kỵ) cùng 2 đại đội pháo thiết lập tại bãi đáp Crooks yểm trợ cho Lữ đoàn dù gồm 5 tiểu đoàn của QLVNCH đến trợ chiến. Trung đoàn 320 Quân Giải phóng miền Nam Việt Nam nghênh chiến nhưng không gây thiệt hại nặng cho đối phương như ở hai hướng kia; trái lại, bị quân Dù VNCH gây 265 chết (đếm xác), 10 bị bắt và 58 vũ khí tịch thu. Ngày 18 tháng 11, Bộ tư lệnh chiến dịch của Quân Giải phóng ra lệnh cho Trung đoàn 33 tập kích trận địa pháo Falcon ở phía tây suối Ia Muer. Thực hiện mệnh lệnh, từ 16 giờ 30 phút ngày 18, hai tiểu đoàn 2 và 3 cùng phân đội súng cối do tham mưu trưởng trung đoàn trực tiếp chỉ huy nổ súng tiến công trận địa pháo Mỹ. Sau ít phút chiến đấu đã có 3 lính Mỹ chết và 13 bị thương, Quân Giải phóng miền Nam Việt Nam phá huỷ 3 khẩu pháo 105mm, 1 khẩu cối 81mm, 5 máy bay trực thăng và bắn rơi 2 chiếc khác; thu 750 viên đạn pháo và 30 viên đạn cối.

## Kết quả và ảnh hưởng

### Quân sự
Trong bốn ngày giao chiến, chỉ với lực lượng bộ binh trang bị nhẹ, "trận đánh sông Drang" của chủ lực Quân Giải phóng miền Nam Việt Nam đã loại khỏi vòng chiến 476 lính Mỹ, trong đó có 234 lính chết và 245 bị thương. Thương vong của quân Việt Nam được tướng Đặng Vũ Hiệp ghi trong hồi ký là 208 người chết và 146 bị thương (một tài liệu khác ghi nhận Trung đoàn 66 có 157 người chết, bị thương 239, bao gồm 80 người bị thương nhẹ, 71 người bị thương vừa, 88 người bị thương nặng).
Ngược lại, phía Mỹ tuyên bố là hơn 1.000 lính đối phương bị giết chưa kể bị thương (634 trong trận X-Ray và 403 trong trận Albany). Ngày 17 tháng 11, sau 3 ngày B-52 trải thảm bom, nguồn tình báo qua đài kiểm thính của Hoa Kỳ cho biết Mặt Trận B3 báo cáo đã bị mất 2/3 lực lượng, nghĩa là 6 trên 9 tiểu đoàn; còn lại hai Tiểu đoàn 635 và 334 thuộc Trung đoàn 320, và 5 đại đội thuộc Trung đoàn 33 và Trung đoàn 66 tham chiến trong trận bãi đáp Albany (khi Lực lượng Dù gồm 5 tiểu đoàn hành quân vào Ia Drăng thì chỉ bắt gặp 2 tiểu đoàn Quân Giải phóng miền Nam Việt Nam). Mặc dù thương vong phía Mỹ rất lớn, các quan chức cấp cao của Mỹ ở Sài Gòn lại tuyên bố trận Ia Đrăng là một trận đánh vô cùng quan trọng vì đây là cuộc đụng độ đáng kể đầu tiên giữa quân đội Mỹ và các lực lượng chủ lực của QGP. Nó chứng minh rằng QGP đã chuẩn bị sẵn sàng để đứng lên chiến đấu trong những trận đánh lớn ngay cả khi họ có thể phải chịu thương vong nghiêm trọng. Các nhà lãnh đạo quân sự cấp cao của Mỹ đã kết luận rằng quân đội Mỹ có thể gây thiệt hại đáng kể cho lực lượng đối phương trong các trận chiến như vậy.
Bộ Tư lệnh Quân đoàn II Việt Nam Cộng hòa tuyên bố thiệt hại phía Quân Giải phóng miền Nam Việt Nam từ 19-10 đến 26-11 như sau: chết đếm xác 4.254, chết ước tính 2.270 (tổng là 6.524), bị thương 1.293, bị bắt 179, vũ khí cộng đồng 169, vũ khí cá nhân 1.027. Tướng Kinnard thì tuyên bố số liệu này là do chính các bản doanh dã chiến cấp trung đoàn Quân Giải phóng miền Nam Việt Nam báo cáo về trung ương; các báo cáo này bị các đài kiểm thính phía bên QLVNCH nghe ngóng chận bắt được. Ngoài ra báo cáo tổn thất của Bộ Tư lệnh Quân đoàn II bao gồm các tổn thất do 5 ngày bom trải thảm B-52 gây ra, mà phía QGP và Hoa Kỳ không đề cập tới. Quân lực Việt Nam Cộng hòa cho rằng phía Quân Giải phóng miền Nam Việt Nam không đạt được mục tiêu chiếm cứ trại và tiêu diệt quân tiếp viện và họ báo cáo với cấp trên rằng toàn bộ lực lượng B3 bị đánh tan và đẩy lui qua biên giới Căm Bốt. Tuy nhiên, các phân tích sau này cho thấy con số thiệt hại của Quân Giải phóng mà Mỹ tuyên bố (chết 6.524, bị thương 1.293) là phi lý và phóng đại quá nhiều so với thực tế, bởi con số này còn vượt quá tổng quân số mà quân Giải phóng huy động cho chiến dịch (khoảng 6.600 người).
Ngược lại, theo số liệu của Quân Giải phóng thì thương vong của họ trong toàn chiến dịch (từ 19/10 tới 26/11) là 554 người tử trận và 669 bị thương. Quân Giải phóng miền Nam Việt Nam tuyên bố đã loại khỏi vòng chiến đấu 2.974 quân địch (trong đó có khoảng 1.700 lính Mỹ), phá huỷ 88 xe quân sự (có 42 xe tăng và xe bọc thép), 5 khẩu pháo 105mm, bắn rơi 59 máy bay. Quân Giải phóng miền Nam Việt Nam kết luận họ đã hoàn thành các mục tiêu đề ra trong chiến dịch: đánh thiệt hại nặng 1 lữ đoàn không kỵ tinh nhuệ của Mỹ, lực lượngQuân Giải phóng miền Nam Việt Nam thu được nhiều kinh nghiệm quý báu trong tác chiến chống chiến thuật trực thăng vận của Mỹ, cũng như cách đánh áp sát để hạn chế tối đa ưu thế hỏa lực không quân, pháo binh vượt trội của Mỹ
Sau trận đánh, Trung đoàn 66 đã được tặng thưởng một lúc 2 Huân chương quân công hạng nhất, vì theo lời đại tướng Nguyễn Chí Thanh thì "do không có huân chương nào cao hơn, vì vậy tặng một lúc 2 huân chương để thưởng công cho thành tích tuyệt vời của Trung đoàn 66". Nhiều chiến sĩ được tặng danh hiệu Dũng sĩ diệt Mỹ: Đại đội trưởng Đại đội 2 Lê Văn Tam được tặng huân chương chiến công hạng nhì và danh hiệu dũng sĩ diệt Mĩ cấp 3, Chính trị viên phó Đại đội 6 Đinh Văn Đế diệt 8 lính Mĩ (3 bằng dao găm). Trung uý Vũ Đình Dự - Chính trị viên Đại đội 8, Trung úy Đoàn Ngọc Đảnh - Đại đội trưởng Đại đội 7, Thiếu úy Nguyễn Xuân Ngạnh trung đội trưởng, Thiếu úy Vũ Đức Thắng trung đội trưởng, chiến sĩ trẻ Lê Văn Quỳnh (18 tuổi), tiểu đội phó Hà Huy Trọng, Phạm Văn Tiết, Cao Thái Thưởng, Trần Minh Duyên... là những chiến sĩ được cấp trên ghi nhận diệt từ 5-15 lính Mỹ. Đặc biệt Lê Khắc Nga, Lê Văn Điều mỗi người được ghi nhận diệt hơn 20 lính Mỹ, là 2 chiến sĩ đạt danh hiệu Dũng sĩ diệt Mỹ cấp ưu tú đầu tiên ở chiến trường.
Về mặt chiến thuật, trận đánh đã cung cấp cho Quân Giải phóng miền Nam Việt Nam nhiều kinh nghiệm quý về tác chiến chống quân Mỹ, một đối thủ vượt trội về hỏa lực và sức cơ động. Tiêu biểu là chiến thuật "Nắm thắt lưng Mỹ mà đánh", tức áp dụng lối đánh cận chiến áp sát lính Mỹ để vô hiệu hóa hỏa lực pháo binh và không quân của Mỹ. Các tài liệu của Quân Giải phóng miền Nam Việt Nam ghi nhận:
| “ | Lựa chọn cách đánh và đánh thắng địch ngay trận đầu là nét độc đáo của nghệ thuật chỉ huy chiến dịch. Quân Mỹ mới vào miền Nam tuy có chiếm ưu thế về hỏa lực, sức cơ động nhưng chúng rất chủ quan không đánh giá đúng mình và coi thường đối phương. Mặt khác ta không coi thường địch mà đã chuẩn bị tốt tư tưởng tâm lý cho cán bộ, chiến sĩ sẵn sàng chấp nhận hy sinh để giành thắng lợi. Sự sắc sảo của nghệ thuật chỉ huy chính là biết khoét sâu vào chỗ yếu, chỗ sơ hở của địch để lựa chọn địa hình, lựa chọn cách đánh đúng, giành thắng lợi trong từng trận chiến đấu. Trong chiến dịch này mưu hay của ta là lừa địch, kế giỏi là dụ quân Mỹ vào đúng điểm quyết chiến ta đã chọn; phát huy sở trường đánh gần của ta để làm hạn chế điểm mạnh về hỏa lực, cơ động Mỹ. Thắng lợi của chiến dịch đã khẳng định ta có khả năng đánh tiêu diệt từng tiểu đoàn quân Mỹ. | ” |

Một số thế chiến thuật được Quân Giải phóng miền Nam Việt Nam đem ra áp dụng trong toàn trận chiến gồm có: đánh điểm diệt viện, đánh diện diệt điểm, "nắm thắt lưng địch mà đánh", "biển người", "kiểm thủ kích vĩ"...Tuy nhiên, trên thực tế, Quân Giải phóng miền Nam Việt Nam không hề sử dụng biển người do họ sử dụng ưu điểm của chiến thuật đánh điểm diệt viện, đánh diện diệt điểm nên tỷ lệ QGP-Mỹ ở mỗi cứ điểm có lợi cho QGP. Từ đó, phía Hoa Kỳ luôn có cảm giác số quân của Quân Giải phóng miền Nam Việt Nam đông hơn trong khi trên thực tế quân số của Mỹ-VNCH lại là bên đông hơn.
Về mặt chiến lược, trận đánh gây ra một ảnh hưởng sâu rộng về quan điểm chiến tranh của người Mỹ. Ngay tuần lễ sau đó Westmoreland đã đề nghị cho ông thêm 41.500 lính Mỹ với lý do "lực lượng chủ lực Bắc Việt Nam đã thâm nhập vào miền Nam". Những đề nghị này không ngừng tăng lên kể từ tháng 7, và đề nghị mới này đưa số quân Mỹ đến VN lên đến 375.000 người. Bộ trưởng McNamara phải bỏ dở ngay một hội nghị của OTAN ở Paris, khẩn cấp sang Sài Gòn một thời gian 30 giờ để đánh giá lại cuộc chiến. Mac Namara tuyên bố gửi cho ông ta 400.000 quân "không đảm bảo thắng lợi" - "Lính Mỹ trong những cuộc hành quân mỗi tháng bị chết có đến hơn 1.000" và cơ may vào đầu năm 1967 phải "một mức độ cao hơn". Lần đầu tiên Mac Namara nói đến việc Chính phủ có thể "thử cách thương lượng theo giải pháp hoà giải" đồng thời vẫn gửi quân tăng cường "ở một mức độ tối thiểu".
Bộ trưởng Quốc phòng Israel khi đó sang thăm Việt Nam Cộng hòa đã đóng vai một nhà báo chiến trường đến quan sát chiến dịch Pleime về nói như sau: "Quân đội Mỹ ở Việt Nam đã có đủ những vũ khí và phương tiện mà những người chỉ huy quân sự các nước khác chỉ thấy trong mơ. Thế mà, mỗi khi đối phương đã tiếp nhận giao chiến là trên 90% các trận đánh, quyền chủ động thuộc về họ...".
Tướng Mỹ G. Moore và phóng viên chiến tranh L. Galoway, cả hai đã chiến đấu trong trận Ia Đrăng sau này nhận định rằng: "Ia Đrăng - trận đánh đã làm thay đổi cuộc chiến tranh ở Việt Nam".
Rõ ràng trận đụng độ đầu tiên với lực lượng chủ lực Quân Giải phóng miền Nam Việt Nam đã làm những người đứng đầu quân đội Mỹ tại Việt Nam thay đổi cách nhìn lạc quan về triển vọng "chiến thắng dễ dàng" vốn vẫn được duy trì hồi tháng 7, vốn bắt nguồn từ sự tự tin về ưu thế hỏa lực và công nghệ của "sức mạnh siêu cường" trước đối phương.

### Diện và Điểm tại mặt trận thung lũng Ia Drăng

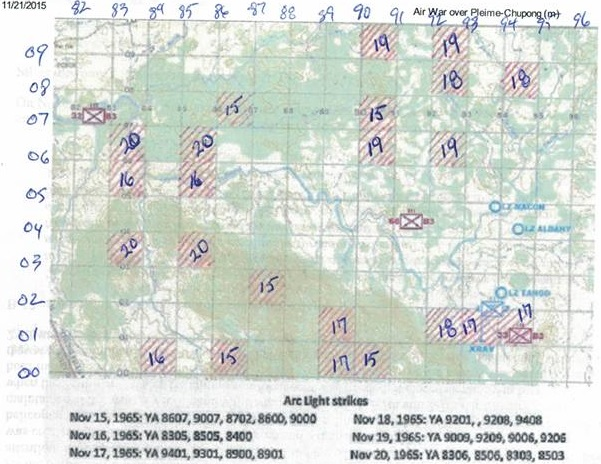
Oanh tập B-52 vào vị trí các đơn vị thuộc lực lượng Mặt Trận B3 từ 15-20 tháng 11

Cuộc hành quân Silver Bayonet I của Lữ đoàn 3 Không kỵ Mỹ tại chân rặng núi Chu Prông chỉ là diện, nhằm yểm trợ cho điểm là các cuộc ném bom trải thảm kéo dài 5 ngày của các pháo đài bay B-52. Ngày 10 tháng 11, Lữ đoàn 3 Không kỵ nhận được lệnh chuyển hướng hành quân từ tây sang đông nhằm dụ mặt trận B3 tập trung quân chuẩn bị tấn công trại Pleime lần thứ hai ấn định vào ngày 16 tháng 11. Ngày 12 tháng 11, Lữ đoàn 3 Không kỵ nhận được lệnh chuẩn bị tấn kích vào chân rặng núi Chu Prông. Ngày 13 tháng 11, đại tá Brown gặp trung tá Moore và ra lệnh cho Moore hành quân tấn kích vào ngày hôm sau. Ngày 14 tháng 11, Mặt Trận B3 của Quân Giải phóng miền Nam Việt Nam ra lệnh đình chỉ cuộc tấn công trại Pleime và đưa hai tiểu đoàn 7 và 9 ra ứng chiến với ba Tiểu đoàn 1/7, 2/7 và 2/5 Không kỵ ở Ia-drang (kết quả là Tiểu đoàn 1/7 bị tiêu diệt gần hết ngay khi vừa đổ bộ, Tiểu đoàn 2/7 và 2/5 thiệt hại 2/3 quân số).
Ngày 15 tháng 11, đúng 16 giờ, B-52 bắt đầu trải thảm bom tại địa điểm YA 8702, 7 cây số cách bãi đáp X-Ray về hướng tây và tiếp tục trong 5 ngày kế tiếp. Kế hoạch oanh tạc này đã được điều nghiên từ tháng 9 năm 1965. Tướng William DePuy, Trưởng ban 3/MACV phối hợp với Bộ Tư lệnh Quân đoàn II-VNCH thực hiện cuộc hành quân oanh tạc này để phá chiến thuật "nắm thắt lưng địch mà đánh" cũng như phá thế trận phòng ngự của Quân Giải phóng.
Ngày 15 và 16 tháng 11, B-52 nhắm trải thảm bom vào các vị trí của các đơn vị thuộc Trung đoàn 33 và 32; ngày 17 và 18, các đơn vị thuộc Trung đoàn 66 (ngày 17 ngay tại bãi đáp X-Ray); ngày 19, các đơn vị thuộc Trung đoàn 66 và 33; và ngày 20, các đơn vị thuộc Trung đoàn 32.
Mặt trận điểm oanh tạc bom B-52 được tiếp tục trợ lực bởi các thành phần bộ chiến của Lữ đoàn 2 Không kỵ (hành quân Silver Bayonet II, 18-26 tháng 11) và nhóm nhảy dù VNCH (hành quân Thần Phong 7, 18-26 tháng 11).

### Trong văn hóa đại chúng
Trận đánh được thiếu tá Hal. Moore tường thuật lại trong cuốn Hồi ký We were soldiers...and Young (Chúng tôi từng là những người lính... trẻ) và sau đó được chuyển thề thành phim We Were Soldiers (Tên tiếng Việt: Chúng tôi từng là lính). Bộ phim đã được công chúng Mỹ đón nhận nồng nhiệt, nhất là trong bối cảnh Mỹ mới đem quân tiến hành tấn công Afghanistan, bởi họ cần một tác phẩm ca ngợi sự dũng cảm để lên tinh thần cho quân nhân Mỹ.
Tuy nhiên bộ phim đã bị chỉ trích từ dư luận Việt Nam khi đạo diễn đã cố tình đưa thêm vào nhiều chi tiết sai sự thật lịch sử mà cuốn hồi ký của Moore không hề có:
1/ Xuyên tạc và bôi nhọ binh sĩ Quân Giải phóng miền Nam Việt Nam. Tiêu biểu như việc mô tả những người lính Quân Giải phóng miền Nam Việt Nam hoàn toàn thiếu kĩ năng chiến đấu, chậm chạp và chỉ biết lấy số đông lao lên đánh trực diện để rồi ngã rạp hết lớp này đến lớp khác trước hỏa lực và sự thiện chiến của quân Mỹ (trong khi ở hồi ký, Moore ghi nhận lính Mỹ công nhận kẻ thù là những chiến binh khôn khéo, luôn tìm cách tập kích hoặc cơ động đánh vào sườn, và "giỏi không chịu được"). Hoặc trường đoạn cuối phim, lính Mỹ cùng trực thăng phản công đánh vào sở chỉ huy và tiêu diệt toàn bộ lực lượng Quân Giải phóng miền Nam Việt Nam tại đây thực tế cũng không hề có thật. Thực tế cuộc phản công này (trận Albany) đã lọt vào ổ phục kích và gần như toàn bộ tiểu đoàn Mỹ bị tiêu diệt.
2/ Diễn viên Đơn Dương (đóng vai Trung tá Nguyễn Hữu An-chỉ huy lực lượng Quân Giải phóng miền Nam Việt Nam) ngay trong đầu phim, đã bắn chết 1 tù binh Pháp, chứ không bắt giữ tù binh. Điều này bị cho là dàn dựng lố bịch bởi ở thời điểm trong phim, Trung tá Nguyễn Hữu An đang chỉ huy một trung đoàn từ Điện Biên Phủ trở về Hà Nội, đơn vị của ông không hề chiến đấu trận nào trong thời gian này.
Joseph L. Galloway, nhà báo từng trực tiếp quan sát trận đánh đã "rất ngạc nhiên và tức giận sau khi xem phim"... Theo Galloway, giữa cuốn sách mà ông là đồng tác giả với bộ phim, dù cùng một câu chuyện nhưng có nội dung khác nhau, Galloway khẳng định cuốn sách đã phản ánh đúng sự thật, nhưng khi lên phim mọi chuyện thay đổi. Galloway ngay sau đó cũng đã chỉ trích các nhà làm phim. Theo ông, Hollywood đã "điện ảnh hoá" tới hơn 80% sự thật để thu được lợi nhuận cao, trong khi thông thường chỉ được phép dưới 20%.